# Марков, Алексей Васильевич
Алексей Васильевич Марков (1918—1943) — советский военный. Участник Великой Отечественной войны. Герой Советского Союза (1943, посмертно). Старший лейтенант.

## Биография
Алексей Васильевич Марков родился 29 января 1918 года в деревне Василёво Костромского уезда Костромской губернии Российской Республики (ныне посёлок Костромского района Костромской области Российской Федерации) в крестьянской семье. Русский. Окончил семь классов школы и курсы бухгалтеров. До призыва в армию работал бухгалтером в колхозе «Заря социализма».
В ряды Рабоче-крестьянской Красной Армии А. В. Марков был призван Костромским райвоенкоматом Ярославской области в 1938 году. Срочную службу нёс в пограничных войсках НКВД СССР на Дальнем Востоке. После срочной службы поступил в Военно-политическое училище, которое окончил в 1941 году. Служил политруком в Забайкальской дивизии войск НКВД СССР. В связи с упразднением института политруков в октябре 1942 года получил звание старшего лейтенанта и в ноябре 1942 года был назначен комсоргом 2-го стрелкового батальона 43-го Даурского стрелкового полка формировавшейся 106-й стрелковой дивизии.
15 февраля 1943 года 106-я Забайкальская стрелковая дивизия в составе 70-й армии была включена во вновь образованный Центральный фронт. В боях с немецко-фашистскими захватчиками старший лейтенант А. В. Марков с 28 февраля 1943 года. Алексей Васильевич участвовал в оборонительных и наступательных боевых действиях на севском направлении, в ходе которых был образован северный фас Курской дуги. Летом 1943 года он участвовал в оборонительной фазе Курской битвы и её составной наступательной части — Орловской операции. 1 сентября 1943 года 106-я стрелковая дивизия была передана в состав 65-й армии и участвовала в Черниговско-Припятской операции, в ходе которой комсорг 2-го стрелкового батальона старший лейтенант Марков отличился при форсировании реки Десны и в боях за плацдарм на её правом берегу. Постоянно находясь в составе батальона, Алексей Васильевич воодушевлял бойцов личным примером. За отличие при форсировании Десны старший лейтенант А. В. Марков был награждён орденом Отечественной войны 2 степени и назначен на должность командира 1-го стрелкового батальона.
В октябре 1943 года войска Центрального фронта начали подготовку ко второй фазе Битвы за Днепр, в ходе которой 106-й стрелковой дивизии предстояло форсировать водную преграду у посёлка Лоев Гомельской области Белорусской ССР. 15 октября 1943 года старший лейтенант А. В. Марков находился непосредственно в батальоне и под сильным артиллерийским и миномётным огнём лично руководил его переправой. Будучи раненым, он не покинул поля боя, обеспечив переправу батальона на правый берег. Сам Алексей Васильевич во время переправы осколком мины был убит. Похоронили его в селе Каменка Задериевского сельского совета Репкинского района Черниговской области Украины.
Указом Президиума Верховного Совета СССР от 30 октября 1943 года за образцовое выполнение боевых заданий командования на фронте борьбы с немецкими захватчиками и проявленные при этом отвагу и геройство старшему лейтенанту Маркову Алексею Васильевичу было присвоено звание Героя Советского Союза посмертно.

## Награды
- Медаль «Золотая Звезда» (30.10.1943, посмертно);
- орден Ленина (30.10.1943, посмертно);
- орден Отечественной войны 2-й степени (18.09.1943).

## Документы
- Общедоступный электронный банк документов «Подвиг Народа в Великой Отечественной войне 1941—1945 гг.» Дата обращения: 6 февраля 2016. Архивировано 13 марта 2012 года.

Герой Советского Союза. Дата обращения: 30 июня 2012. Архивировано 7 октября 2012 года.
Орден Отечественной войны 2-й степени. Дата обращения: 30 июня 2012. Архивировано 7 октября 2012 года.
- Обобщенный банк данных «Мемориал». Дата обращения: 10 мая 2012. Архивировано из оригинала 10 мая 2012 года.

ЦАМО, ф. 58, оп. 18001, д. 1002. Дата обращения: 1 июля 2012. Архивировано 7 октября 2012 года.
ЦАМО, ф. 33, оп. 11458, д. 74. Дата обращения: 1 июля 2012. Архивировано 7 октября 2012 года.
Учётная карточка захоронения ЗУ380-25-227 в селе Каменка. Дата обращения: 1 июля 2012. Архивировано 7 октября 2012 года.
Схема захоронения ЗУ380-25-227. Дата обращения: 1 июля 2012. Архивировано 7 октября 2012 года.
Информация из списков захоронения. Дата обращения: 1 июля 2012. Архивировано 7 октября 2012 года.